# Super Wings
Super Wings (출동! 슈퍼윙스?, 超级飞侠S) è una serie animata realizzata dalla FunnyFlux Entertainment in Corea del Sud, dalla QianQi Animation nella Repubblica Popolare Cinese, e dalla Little Airplane Productions negli Stati Uniti. In Italia è andata in onda su Cartoonito dal 22 febbraio 2016, attualmente invece e in onda su DeA Junior e dal 2023 anche su Frisbee.
La serie è ambientata in un mondo che ricalca quello reale (i paesi visitati corrispondono infatti a quelli veri), ma dove i mezzi di trasporto sono senzienti, ed è incentrata su un gruppo di aerei che sono in grado di trasformarsi in robot. Il protagonista è Jett, un piccolo aereo rosso estremamente veloce, il cui compito è consegnare ai bambini di tutto il mondo i pacchi con gli oggetti che hanno ordinato. Gli altri aerei-robot intervengono in caso di necessità, per aiutare Jett nel suo compito.

## Trama
In ogni puntata, Jimbo, il controllore di volo dell'aeroporto dove i Super Wings vivono, affida a Jett un pacco da recapitare ad un bambino da qualche parte nel mondo. Jimbo insegna a Jett qualche parola nella lingua locale, spesso un saluto, e gli dà alcune informazioni sul paese che l'aeroplano andrà a visitare.           Consegnato il pacco al bambino, Jett viene puntualmente coinvolto nell'utilizzo dell'oggetto che vi è contenuto, e questo è lo spunto per approfondire gli usi e i costumi del luogo. Nel momento in cui si presenti una difficoltà, Jett chiama in aiuto Jimbo, che invia uno (o più) dei Super Wings. Risolta la situazione, gli aeroplani fanno ritorno all'aeroporto.

## Personaggi
- Jett (호기?, 乐迪S): Il protagonista della serie, è un jet di colore rosso e bianco. Il suo compito è consegnare pacchi ai bambini di tutto il mondo. È doppiato da Stefano Broccoletti.
- Dizzy (아리?, 小爱S): Un elicottero rosa e bianco. Il suo compito principale è quello di salvare le persone bisognose di assistenza. È doppiata da Monica Vulcano.
- Donnie (도니?, 多多S): Un aereo maschio giallo e blu. La sua specialità è fare o riparare le cose usando il suo pratico kit di attrezzi. Quando atterra, invariabilmente lo fa malamente. È doppiato da Dimitri Winter.
- Jerome (재롬?, 酷飞S): Un jet da combattimento blu che ama il ballo ed essere al centro dell'attenzione, è il secondo aereo più veloce dopo Jett.
- Mira (미나?, 小青S): Un jet verde. È l'unico membro del team di Super Wings ad amare l'acqua e può respirare sott'acqua senza l'uso di attrezzatura subacquea.
- Paul (봉반장?, 包警长S): Un aereo della polizia blu e bianco. Uno dei suoi compiti è di sorvegliare l'aeroporto di notte e a volte aiuta Jett e gli altri usando le sue capacità di controllo del traffico e di detective. È doppiato da Sacha De Toni.
- Bello (주주?, 卡文S): Un aereo safari maschio a strisce bianche e nere con un'elica. La sua specialità è parlare con gli animali nella loro lingua. È doppiato da Simone Veltroni.
- Grand Albert (다알지 할아버지?, 胡须爷爷S): Un vecchio biplano arancione in legno con un'elica anteriore. È il più anziano e saggio dei Super Wings e spesso consiglia Jett. Ha un baule pieno di oggetti raccolti durante le sue avventure giovanili.
- Jimbo (코보?, 金宝S): Nella prima serie è l'unico essere umano nell'aeroporto, ed è il controllore del traffico aereo. Nella seconda serie parte per un viaggio intorno al mondo, sostituito dalla nipote Sky, ed interviene di tanto in tanto. È doppiato da Gabriele Tacchi.
- Sky (새미?,萨米S): Nipote di Jimbo, sostituisce lo zio come controllore del traffico aereo nella seconda serie. È doppiata da Chiara Oliviero.
- Storm: è il fratello di Sky, che compare a partire dalla quarta serie. È doppiato da Gabriele Patriarca.
- Big Wing: Un aereo passeggeri jumbo blu e bianco con una striscia gialla. È il più grande membro del team di Super Wings ed è l'unico che non si trasforma in robot. È doppiato da Manfredi Aliquò (Stag. 1-5)
- Roy (皮皮S): è un treno portabagagli dell'aeroporto che sogna di volare. Anche lui viene saltuariamente coinvolto dai Super Wings. È doppiato da Leonardo Caneva.
- Chase: è un aereo spia blu in grado di trasformarsi in quasi ogni cosa. È doppiato da Francesco De Francesco.
- Todd: Un aereo costruttore marrone, dotato di un muso a trapano giallo. È doppiato da Federico Bebi.
- Astra: Un aereo spaziale bianco. È doppiata da Milvia Bonacini.
- Flip: Un aereo sportivo rosso. È doppiato da Barbara Pitotti.

## Sigla italiana
La sigla italiana della serie TV in onda su Cartoonito e su Frisbee è cantata da Stefano Bersola con i cori dei Raggi Fotonici.

## Episodi
| Stagione                                          | Episodi | Prima TV originale | Prima TV Italia |
| ------------------------------------------------- | ------- | ------------------ | --------------- |
| Prima stagione                                    | 52      | 2013               | 2016            |
| Seconda stagione                                  | 52      | 2017               | 2017            |
| Terza stagione: Mission Teams                     | 40      | 2018               | 2018            |
| Quarta stagione: Super Charge                     | 40      | 2019               | 2019            |
| Quinta stagione: Super Pets                       | 40      | 2020               | 2021            |
| Sesta stagione: Guardiani del mondo               | 40      | 2021               | 2022            |
| Settima stagione: Le avventure dei Super Cuccioli | 40      | 2022               | 2023            |
| Ottava stagione: Electric Heroes                  | 40      | 2023               | 2024            |
| Nona stagione: Super Combo                        |         | 2024               | /               |

### Prima stagione
1. L'aquilone
2. Il teatro delle ombre
3. In gondola!
4. Missione Hawaii
5. Cuccioli reali
6. Slittino nel deserto
7. Ciak! Azione!
8. Emergenza bolle
9. Corsa contro il tempo
10. Stelle della Mongolia
11. Lezione di samba
12. Il bambino della piramide
13. Paura paralizzante
14. Gorillaband
15. Il numero di equilibrista
16. Origami Rangers
17. Vichinghi coraggiosi
18. La super torta
19. Il castello misterioso
20. Amici pennuti
21. Amici di vernice
22. Festa di compleanno
23. Corsa tra i ghiacci
24. Pop star
25. Boonyng fa il bagno
26. Cena in famiglia
27. Corsia preferenziale
28. Gli Zebra-scout
29. Caccia al formaggio
30. Animali australiani
31. Rex in fuga
32. Giochi di prestigio
33. Pinguini da salvare
34. Alla ricerca di Marek
35. Lancio spaziale
36. Il lavoro di papà
37. Aspiranti piloti
38. Problemi in miniera
39. Divertimento su due ruote
40. Caccia ai giocattoli
41. Caccia al tesoro
42. Il ballo del leone
43. Pupazzo di neve
44. Amici pesciolini
45. Ritmo giamaicano
46. Costumi volanti
47. Ballando sotto la pioggia
48. Il prode cavaliere
49. Il contadino Jet
50. Il treno Roy
51. Jett genio della lampada
52. Spettacolo a teatro

### Seconda stagione
1. Alieni e Kung Fu
2. Alla ricerca dello Yeti
3. Maialini tra le onde
4. Muscoli gonfiabili
5. La squadra di tango
6. Una crociera da brividi
7. Soccorso ad alta quota
8. Il grande disegno
9. La torre del giro del mondo
10. Il gigante di Jeju
11. Cercasi panda
12. Il piccolo grande gigante
13. DinoMango
14. Il cestino scomparso
15. La festa di Halloween
16. Detective in erba
17. Viaggio nella preistoria (Prima parte)
18. Viaggio nella preistoria (Seconda parte)
19. Il fuori campo
20. Il waffle gigante
21. I magnifici sette
22. Storia di una balena
23. Panico al piano
24. Ridi Principe, Ridi!
25. Il triangolo delle Bermuda (Prima parte)
26. Il triangolo delle Bermuda (Seconda parte)

### Terza stagione
1. Cavalli selvaggi
2. La casa sull'albero
3. Frittelle spaziali
4. Persi nella palude
5. La valigia scomparsa
6. Questione di limonata
7. Salvataggio in diretta
8. Il concorso canoro
9. Papere in fuga
10. Una partita spaziale
11. Un nuovo luna park
12. Un piccolo grande problema (Prima parte)
13. Un piccolo grande problema (Seconda parte)
14. Un mercato su rotaie
15. Il re dei castelli di sabbia
16. Disastro all'opera
17. Diluvio africano
18. Criceti in fuga
19. Campeggio tra i fiordi
20. La stella perduta
21. La metro di Mosca
22. Hamburger speciali
23. A scuola di surf
24. Olivia la coraggiosa
25. Uno zoo in mezzo al fiume
26. Cuccioli al ballo
27. Compleanno a Capo Horn
28. Il piccolo dottore
29. Festa in pigiama
30. Alla ricerca della manta
31. Amici spaziali
32. Disperso in Marocco
33. Pulizie fuori controllo
34. La rivoluzione dei droni
35. Matrimonio a Mikonos
36. Caramelle con sorpresa
37. Un burrito da record
38. La terra dei kiwi
39. Sfida nei cieli (Prima parte)
40. Sfida nei cieli (Seconda parte)

### Quarta stagione
1. Alpaca arcobaleno
2. Il Festival delle luci
3. La macchina dei sogni
4. Il trenino degli scimpanzé
5. La Principessa della neve
6. Maialini da corsa
7. Bolle indistruttibili
8. Dentro l'alveare
9. La festa del fango
10. Le uova di Noah
11. A caccia di UFO
12. Il mercato galleggiante
13. Furti misteriosi
14. Moai in fuga
15. Trattori in campo
16. Pulizie oceaniche
17. I giganti di carta
18. Cowboy tra le dune
19. Missione in cima al mondo (Prima parte)
20. Missione in cima al mondo (Seconda parte)
21. Il drone pittore
22. La principessa valorosa
23. Il capitolo mancante
24. L'orologio più antico del mondo
25. Viaggio nella savana
26. Delfino in fuga
27. Halloween fuori controllo
28. Un giorno al museo
29. Un gioco per eroi
30. L'apprendista mago
31. Rocce Spaziali (Prima parte)
32. Rocce Spaziali (Seconda parte)
33. Avventura in Amazzonia
34. Capodanno in famiglia
35. L'igloo dei sogni
36. La barca nella bottiglia
37. Tan il Gigante
38. Biscotti speciali
39. Cricket sull'acqua
40. Un dolce disastro

### Quinta stagione
1. La giornata dei Super Wings
2. Farfalle nella tempesta
3. Gara di spaghetti
4. Trottole fuori controllo
5. Un cucciolo da consegnare
6. Panico al salone dell'auto
7. Un concerto molto speciale
8. Il Museo dell'Aviazione
9. La tempesta di neve
10. Missione Super Luna (Prima parte)
11. Missione Super Luna (Seconda parte)
12. Il caso della città scomparsa
13. Alla ricerca del tartufo
14. La casa degli elfi
15. I Super Cuccioli e la pulizia a sorpresa
16. La grande corsa nel deserto
17. Piccoli insetti grandi guai
18. Jett e Astra nel mondo dei sogni
19. Pericolo alla stazione tv
20. Il mio nuovo vicino
21. Lo spettacolo di marionette
22. Super alieni, super alleati
23. La festa dei colori
24. Un porcellino troppo affamato
25. La grotta del Drago Giallo
26. Lezione tra le nuvole
27. Inviti di compleanno
28. Festa della mamma
29. Uno squalo in piscina
30. Il criceto gigante
31. Il topolino Perez
32. Papà rockstar
33. Consegna a staffetta
34. Un uovo preistorico (Prima parte)
35. Un uovo preistorico (Seconda parte)
36. Il super cagnolino Happy
37. Un viaggio intorno al mondo
38. La casetta volante
39. Giochi nella fattoria
40. Campeggio regale

### Sesta stagione
1. I Guardiani dell'Amazzonia
2. Pelmeni nello spazio
3. Kimba il leoncino d'oro
4. Il concorso delle angurie
5. Turtle Tornado
6. Operazione sbarco limone
7. Non si gioca con le Piramidi
8. Troppa schiuma
9. Un Super Wings leggendario (Prima parte)
10. Un Super Wings leggendario (Seconda parte)
11. La ferrovia sul mare
12. Desideri dorati
13. Un piccolo Super Aiutante
14. Le disastrose consegne di Golden Boy
15. La staffetta
16. Il santuario degli elefanti
17. Il tesoro di Petra
18. Una gigantesca sorpresa fossile
19. Una trappola di rifiuti
20. Chi ha rubato la Monna Lisa?
21. La sorpresa dei leoni marini
22. Il Mostro di Singapore
23. La pattuglia dei cuccioli
24. Piccolo Villaggio, Grandi Guai
25. Il treno della Grande Muraglia
26. Corsa di Bici in Fondo al Mare
27. Uno starnuto di troppo
28. Salviamo le Volpi Artiche
29. Il leggendario Sigfrido
30. Una Partita di calcio… storica
31. Robot Aeromobile contro Golden Robot (Prima parte)
32. Robot Aeromobile contro Golden Robot (Seconda parte)
33. La pizza più grande del mondo
34. Campeggio sull’Isola Deserta
35. Taco e Fiamme in Messico
36. La Festa del Bibimbap
37. La dama della Luna
38. Un colorato viaggio spaziale (Prima parte)
39. Un colorato viaggio spaziale (Seconda parte)
40. Caccia al Tesoro in Perù

### Settima stagione
1. Panda-monio
2. Un Mare di Coccole per Fara
3. Scuola di addestramento cani reali
4. La Pinada Gigante
5. La torre dei gatti
6. La Gara di Ballo dei Robot
7. Lo struzzo gigante
8. Il Super Scivolo
9. Neve nel Sahara
10. Sul Tappeto Volante
11. Lo spaventoso Yeti dell’Himalaya
12. Un Compleanno Cosmico
13. La fabbrica dei giocattoli
14. Un Prurito da Leone
15. Un videogioco speciale
16. Una Slitta per Lapa
17. Dinosauri in Danimarca – Prima parte
18. Dinosauri in Danimarca – Seconda parte
19. Panico all’Hotel dei Cuccioli
20. Inseguendo la cometa
21. Buon Compleanno Jett
22. La Super Scuderia dei super wings
23. Ladri di giocattoli
24. Il super ragno
25. Cioccolatino con Sorpresa
26. Il risveglio del vulcano
27. La visita all’aeromobile
28. Il ritorno degli origami rangers
29. Al centro del tornado
30. Il mostro della spazzatura
31. La sirenetta impetuosa
32. Un tram in viaggio nel tempo - Prima parte
33. Un tram in viaggio nel tempo - Seconda parte
34. La grande Carpa Volante
35. Un gigante tra i mandarini
36. Avventura a Machu Picchu
37. La lumaca più veloce del Mondo
38. Dentro al formicaio
39. Il flipper roccioso
40. Il polpo volante